# Філідор широкобровий
Філідо́р широкобровий (Philydor fuscipenne) — вид горобцеподібних птахів родини горнерових (Furnariidae). Мешкає в Центральній і Південній Америці.

## Опис
Довжина птаха становить 16,5-17 см, вага 25-28 г. Тім'я темно-буре, потилиця рудувато-коричнева, спина каштанова, крила темні. Хвіст округлої форми, охристий. Горло білувате або руде, груди охристі, боки більш темні, рудувато-коричневі або коричневі. Скроні темно-коричневі, через очі ідуть широкі темні смуги, навколо очей бліді кільця. Очі карі, дзьоб зверху чорнувато-сірий, знизу роговий, лапи зеленуваті. Виду не притаманний статевий диморфізм. Молоді птахи мають переважно рудувато-коричневе забарвлення, нижня частина тіла у них охриста.

## Підвиди
Виділяють два підвиди:
- P. f. fuscipenne Salvin, 1866 — центральна Панама (Вераґуас, Кокле, Колон, Зона каналу);
- P. f. erythronotum Sclater, PL & Salvin, 1873 — східна Панама, північна Колумбія (на схід до північного Сантандера і північного Кальдаса, на південь до Чоко) і західний Еквадор (півд південної Пічинчи до північно-західного Асуая і Ель-Оро).

## Поширення і екологія
Широкоброві філідори мешкають в Панамі, Колумбії і Еквадорі. Вони живуть в нижньому і середньому ярусах вологих рівнинних і гірських тропічних лісів. Зустрічаються поодинці або парами, на висоті до 1400 м над рівнем моря. Часто приєднуються до змішаних зграй птахів. Живляться комахами, їх личинками, павуками, іншими безхребетними і дрібними хребетними, яких шукають серед опалого листя.

## Збереження
МСОП класифікує цей вид як такий, що не потребує особливих заходів зі збереження. За оцінками дослідників, популяція широкобрових філідорів становить від 20 до 50 тисяч птахів. Це досить поширений вид в межах свого ареалу.